# Панчево
Панчево (серб. Панчево, Pančevo) — місто у Сербії, у Південно-Банатському окрузі Автономного краю Воєводини. Місто розташоване при впадінні річки Тіміш у Дунай. Знаходиться за 14 км від Белграду.

## Історія
Найдавніша назва теперішнього міста — Панука. В зв'язку з постійними змінами власників (римляни, кельти, гуни, авари, слов'яни, угорці, татари, турки, німці) часто змінювалась назва міста. Місто називалось Пануцеа чи Пануча в X столітті, Бансиф в XII столітті, в XV столітті Панчел і Пенсей, в XVII столітті Пайчова чи Панзіова і Банчова, на початку XVIII століття — Чомба. Вперше згадується як торгове місто 1153 року, коли там окрім інших народів проживали греки. В XV столітті місто зайняли турки і тримали під своєю владою до 1716 року. Пізніше місто перейшло під владу Австро-Угорщини. 1918 року, увійшовши до складу Югославії, місто отримало свою сучасну назву — Панчево. 1999 року місто неодноразово бомбилося силами НАТО.

## Економіка
Після Першої світової війни Панчево перетворилось на одного з індустріальних гігантів колишньої Югославії. У місті багато фабрик, на яких працюють десятки тисяч осіб не лише з Панчево, але майже з усього Південного Банату. У місті розвинута нафтохімічна, машинобудівна, взуттєва промисловість. Також розвинений туризм.

## Культура та освіта
З Панчево пов'язані імена багатьох видатних культурних діячів.
1869 року засновано газету «Панчевац».
У місті є хімічне, медичне, електротехнічне, економічне училище, Робітничий університет.
2005 року у Панчево відкрився юридичний факультет та факультет гуманітарних наук, у складі Міжнародного університету у Новому Пазарі. Панчево — єдине місто на Балканах, у якому є студія єврейської мови та літератури.
В Панчево щорічно проводиться карнавал.

## Спорт
В Панчево діють численні спортивні товариства з різних видів спорту (футбол, баскетбол, гандбол, водне поло, атлетика, шахи, хокей на траві, регбі, дзюдо, карате, бокс).

## Відомі особистості

### Народжені
- Оля Іваніцкі (1931—2009) — сербська художниця, скульптор, архітектор.

### Померлі
- Кітченко Михайло Дмитрович (1857–1931) — військовий Російської імператорської армії українського походження, генерал-лейтенант, герой Першої світової війни.
- Удовиченко Михайло Дмитрович — полковник армії УНР.

## Галерея

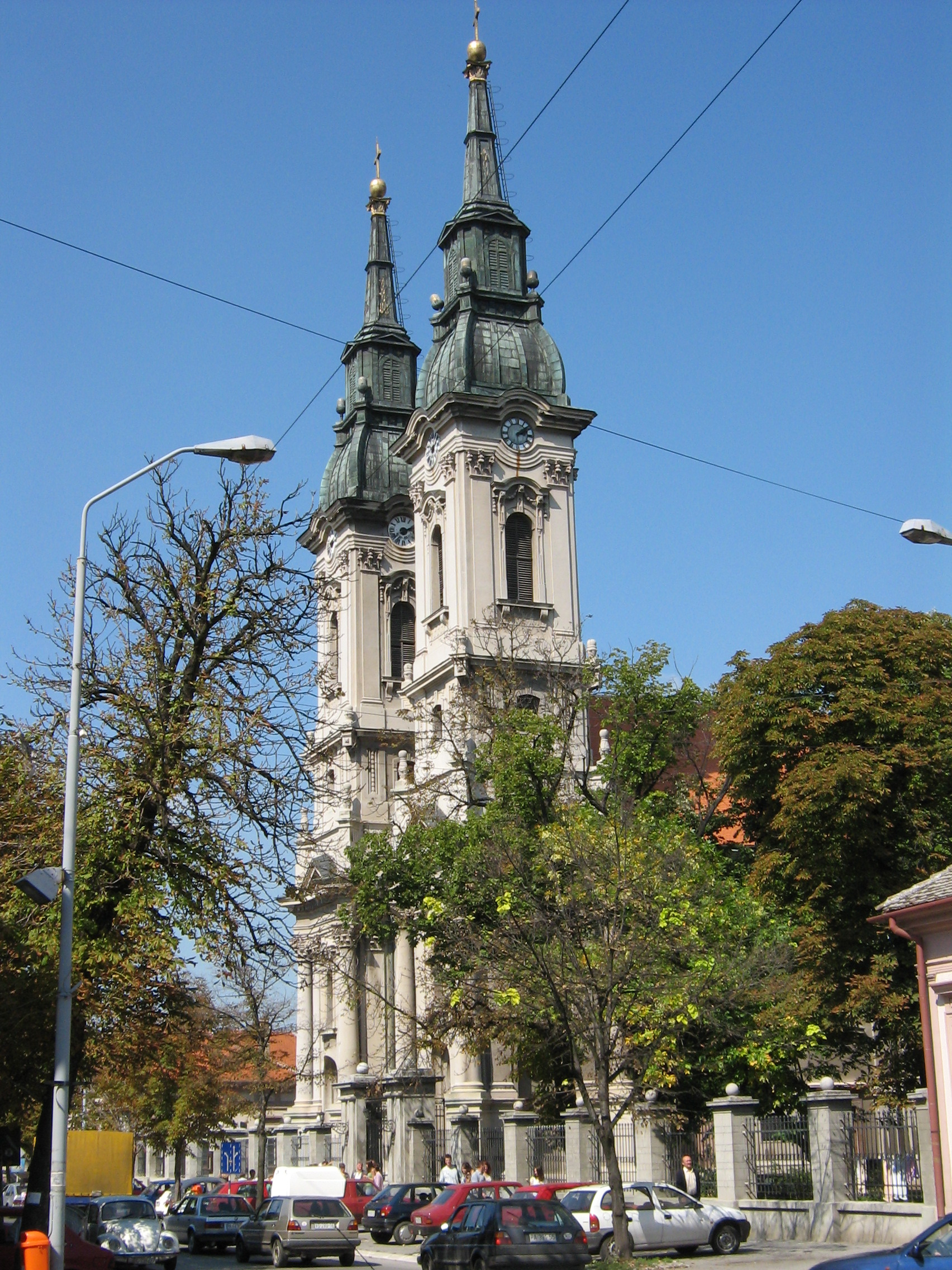
Успенська церква
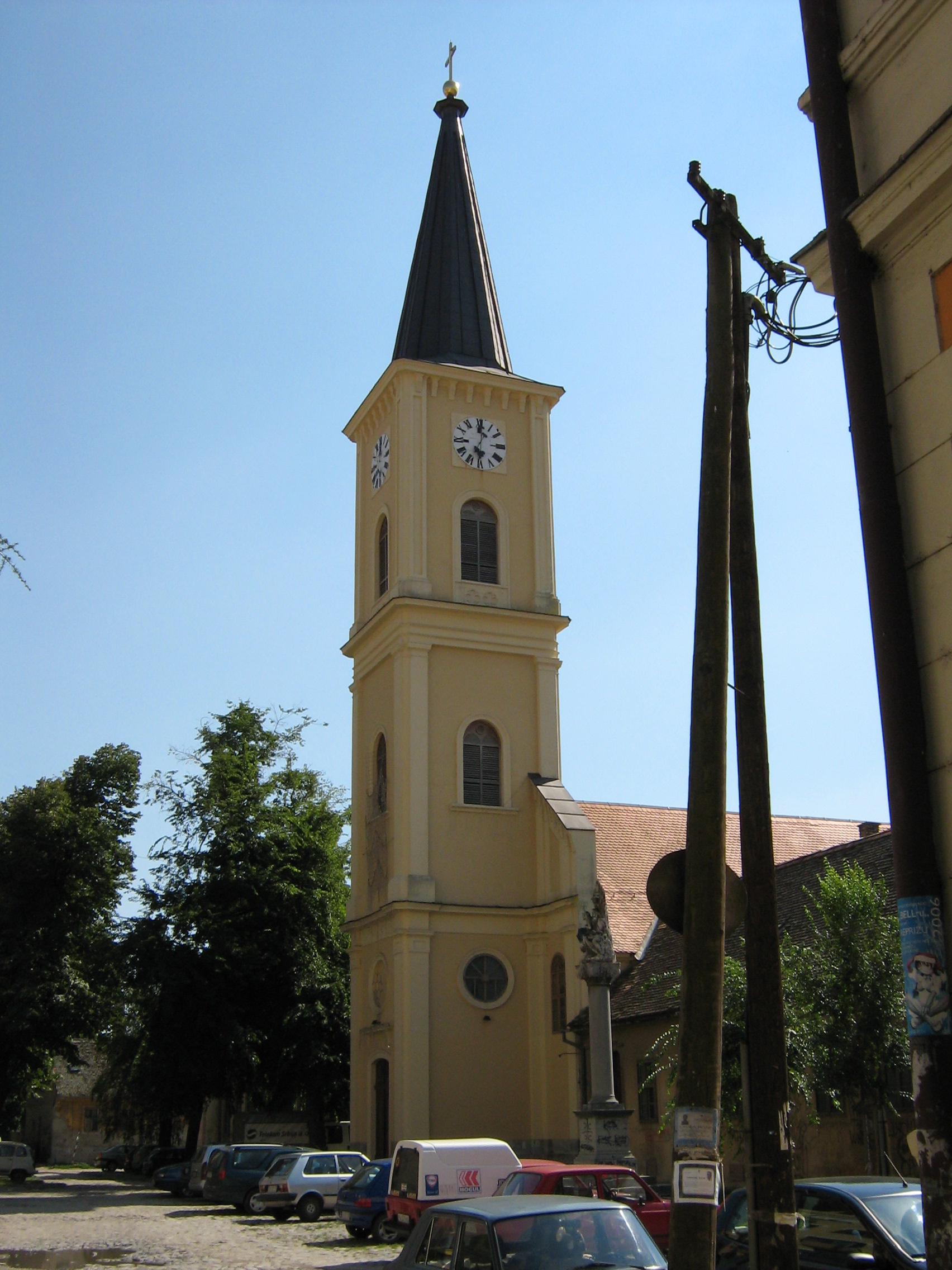
Католицька церква
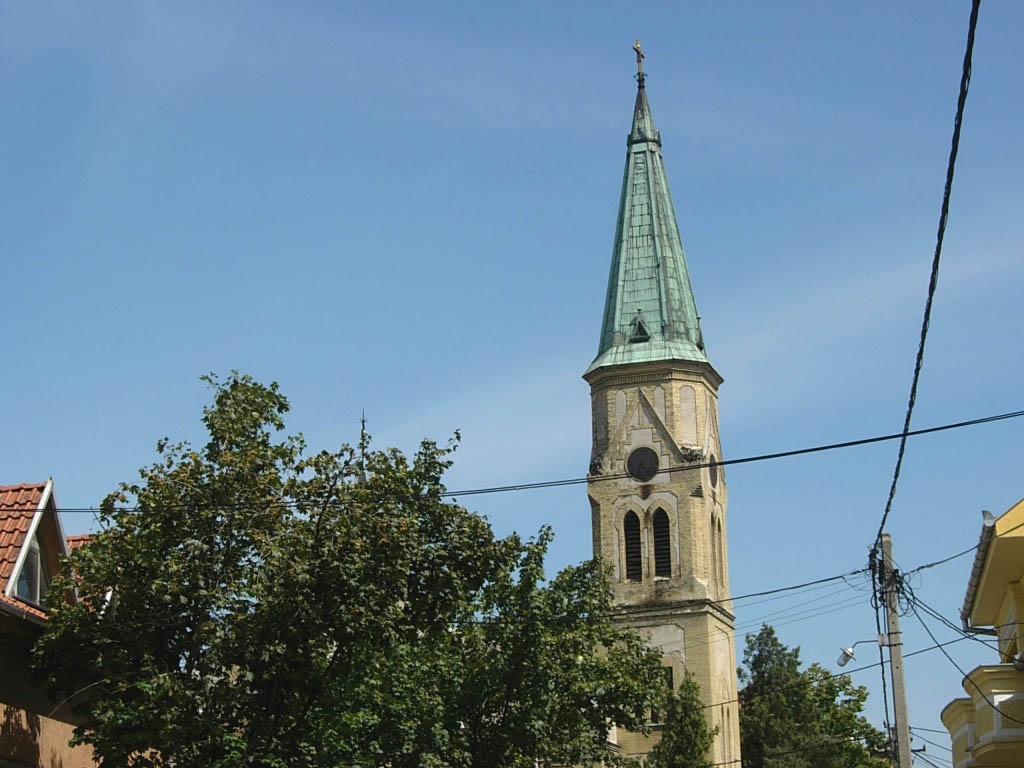
Євангелістична церква
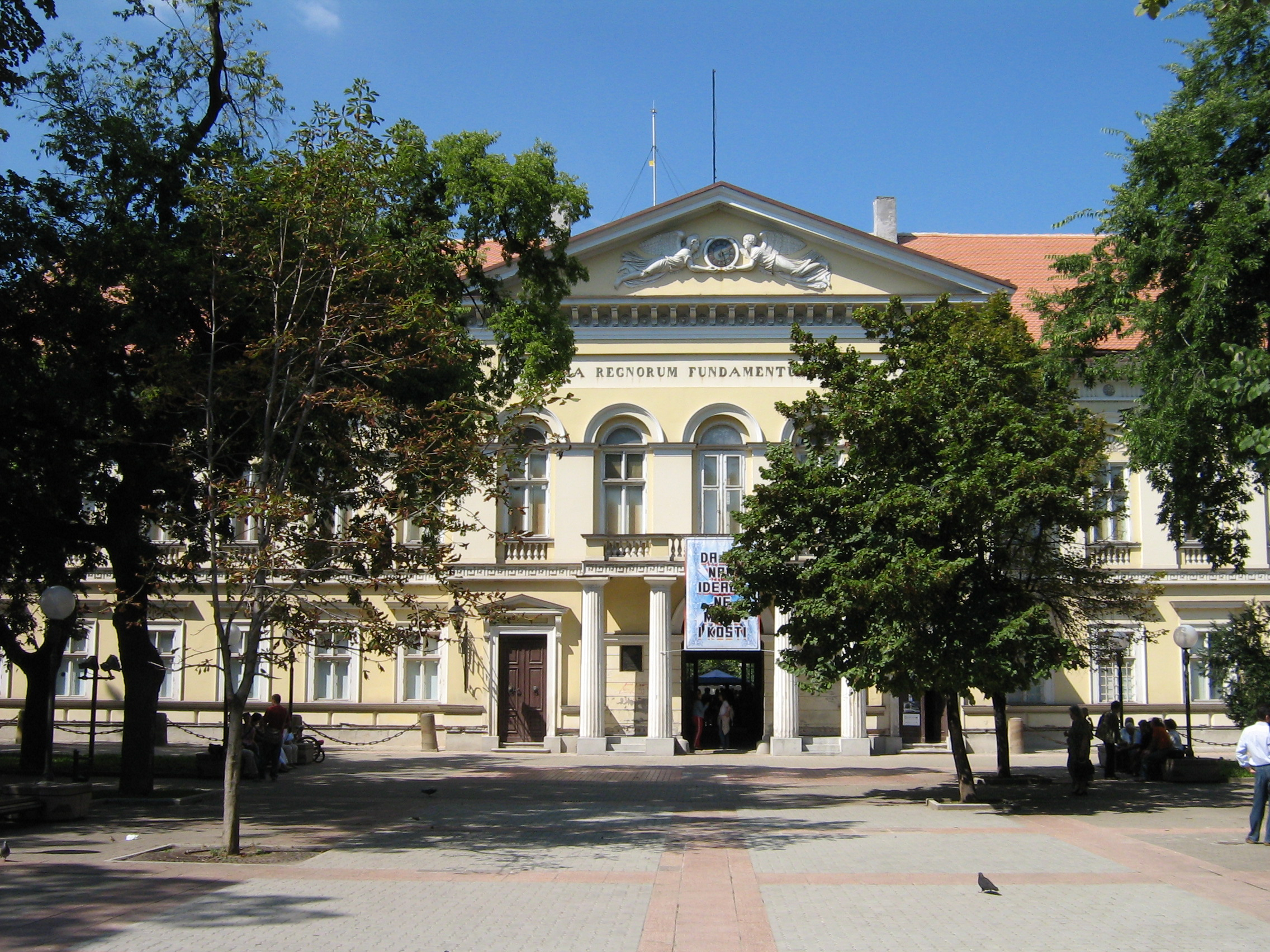
Національний музей
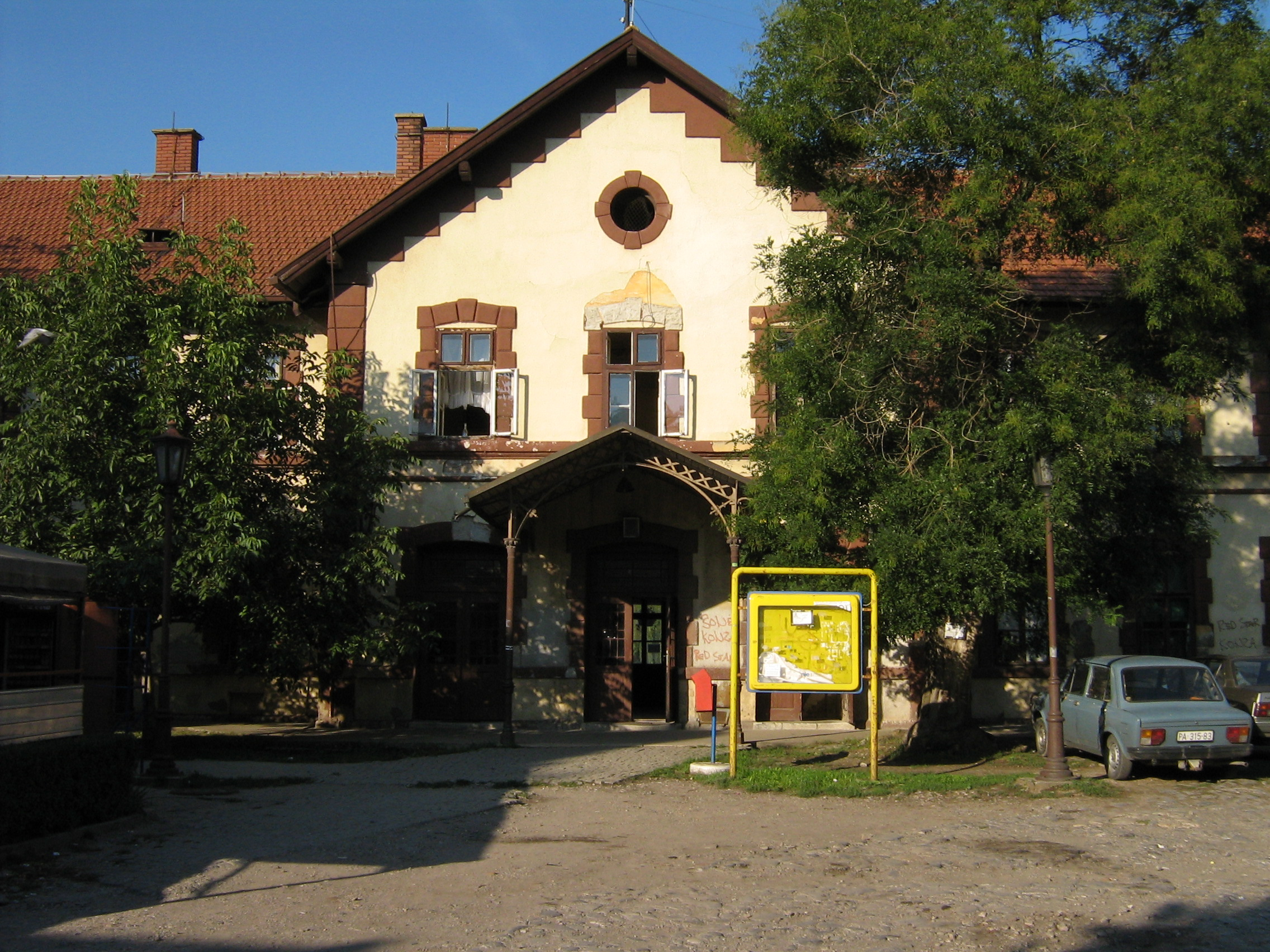
Залізнична станція
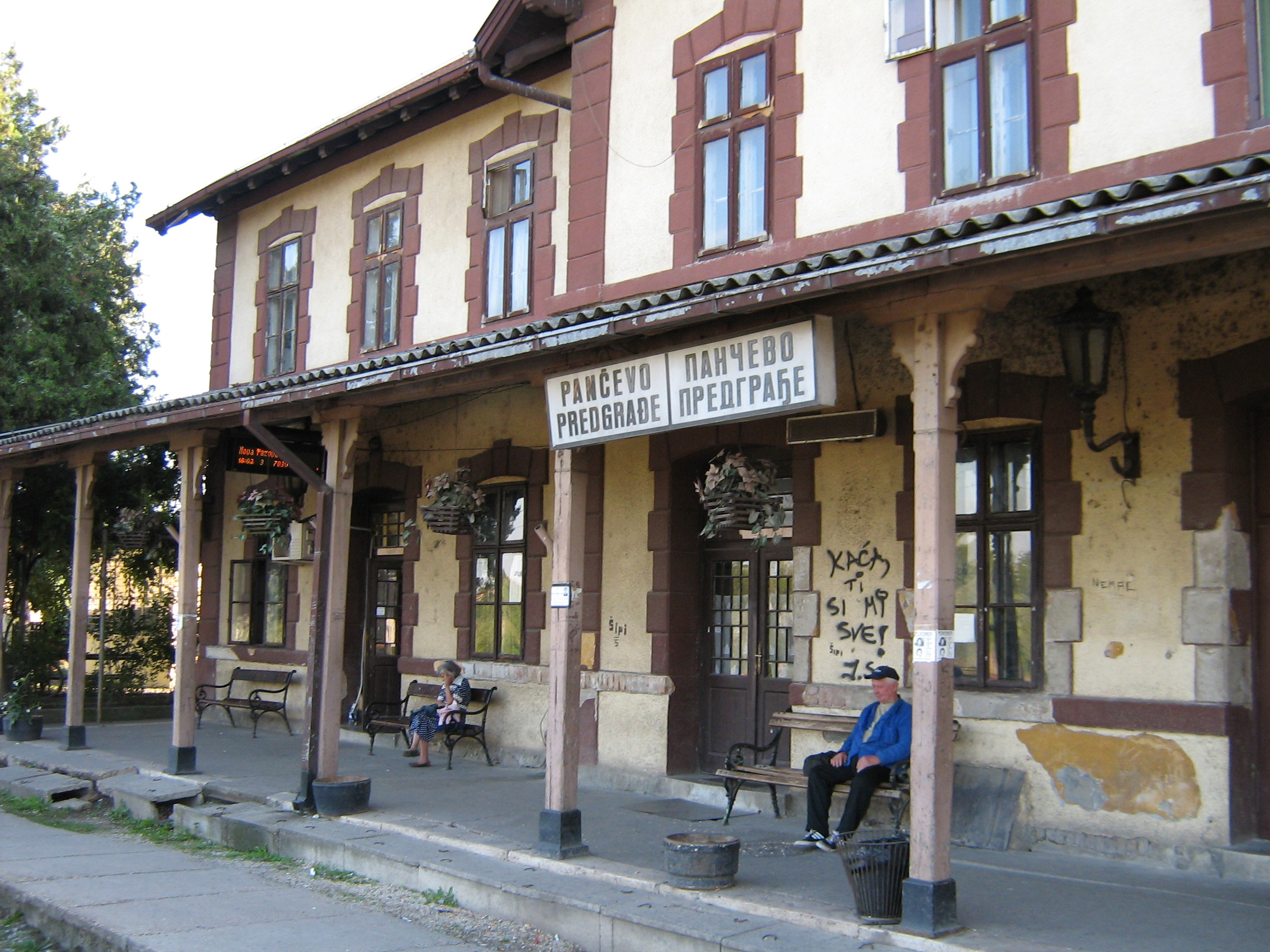
Залізнична станція
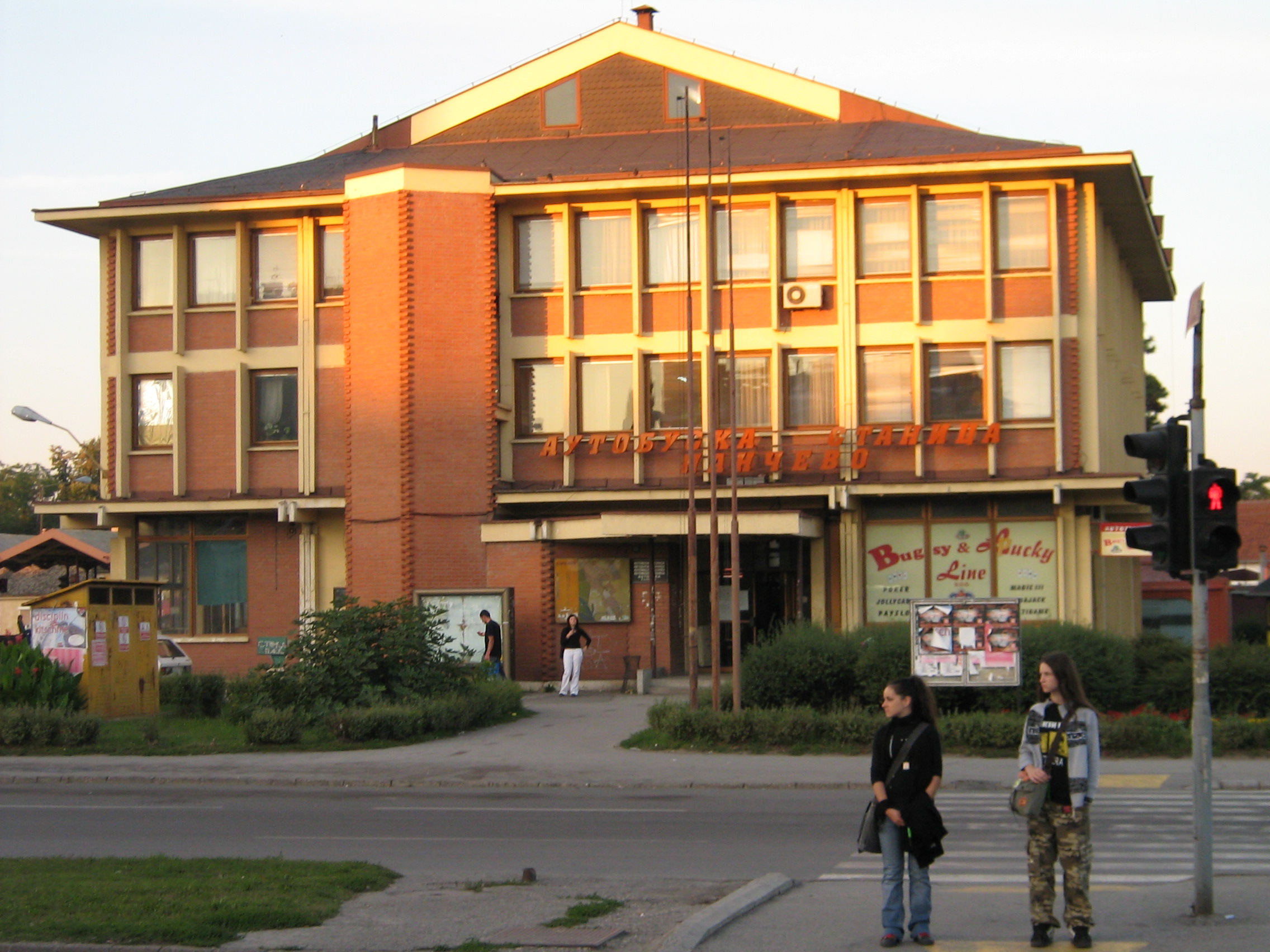
Автобусна станція
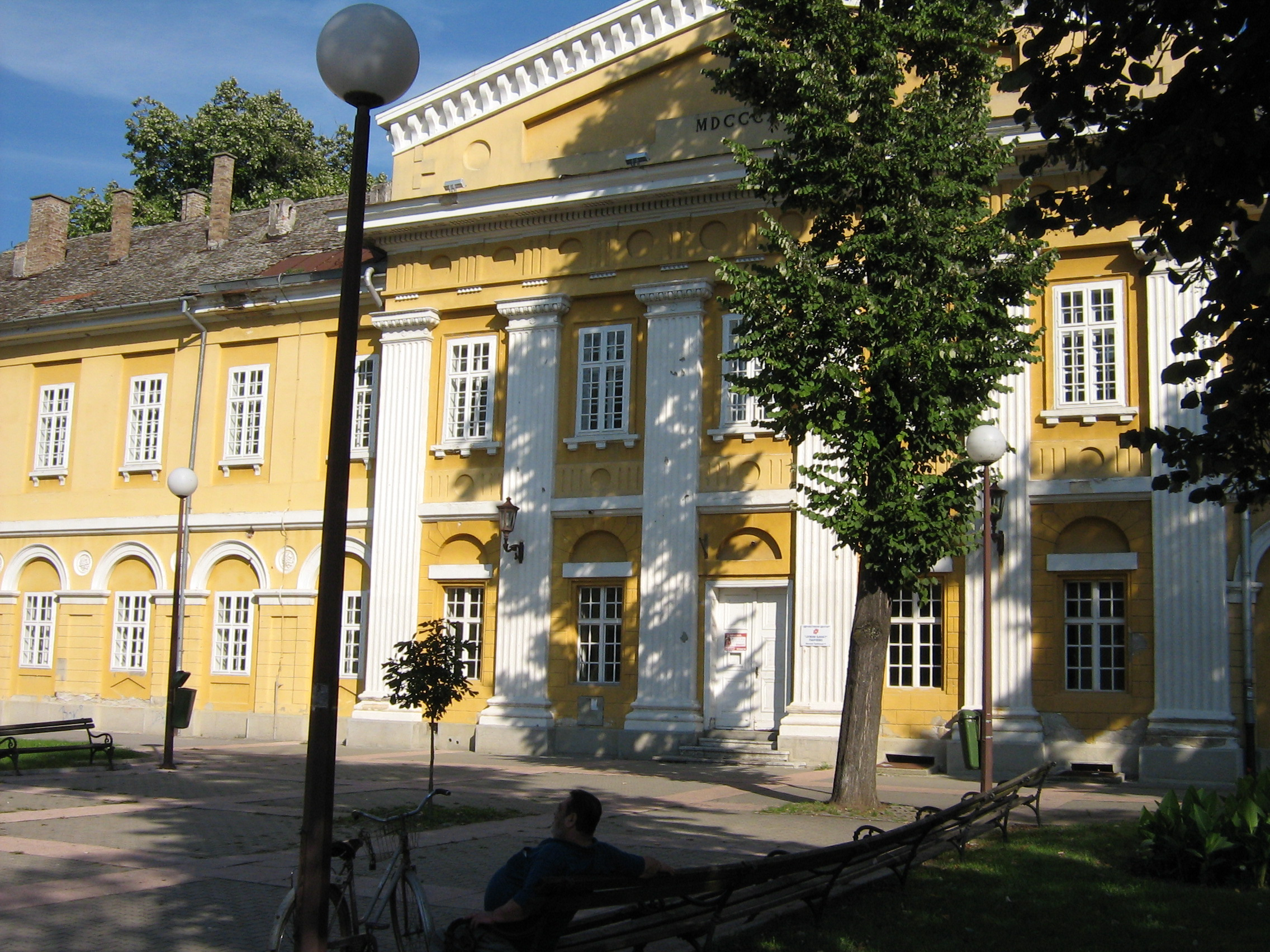
Лікарня
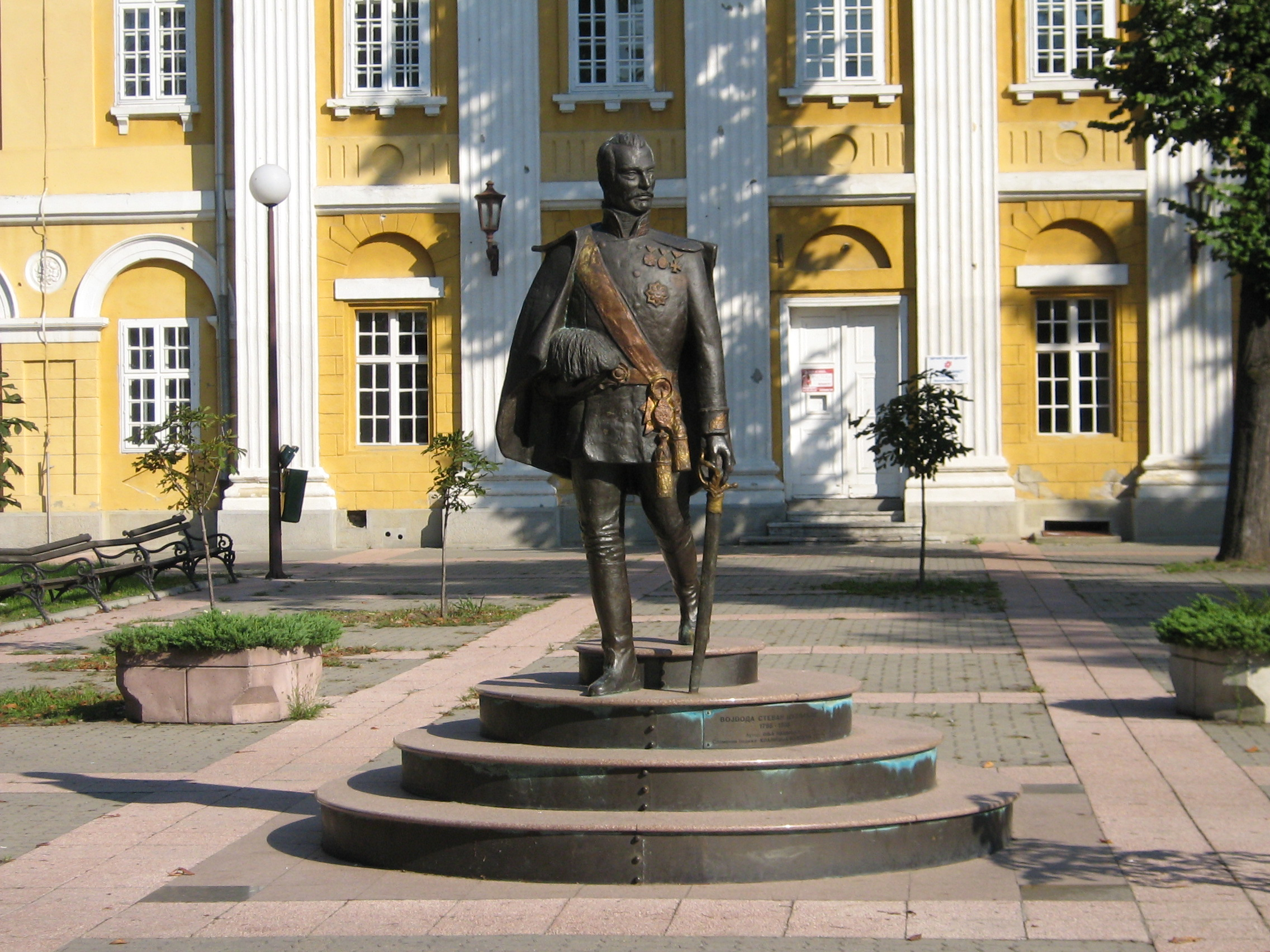
Статуя Стевана Шуплікаца перед лікарнею
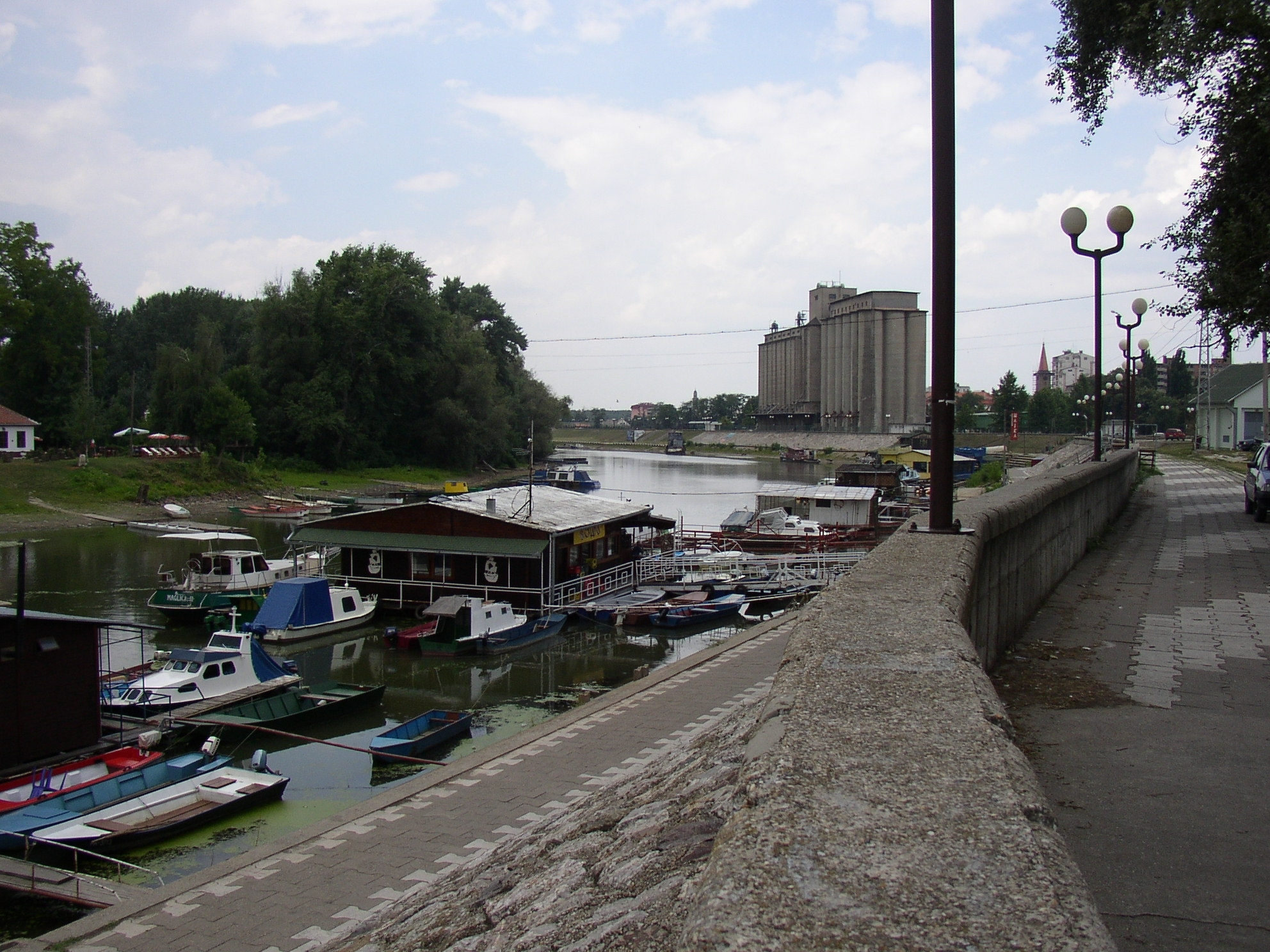
Тіміш у Панчево
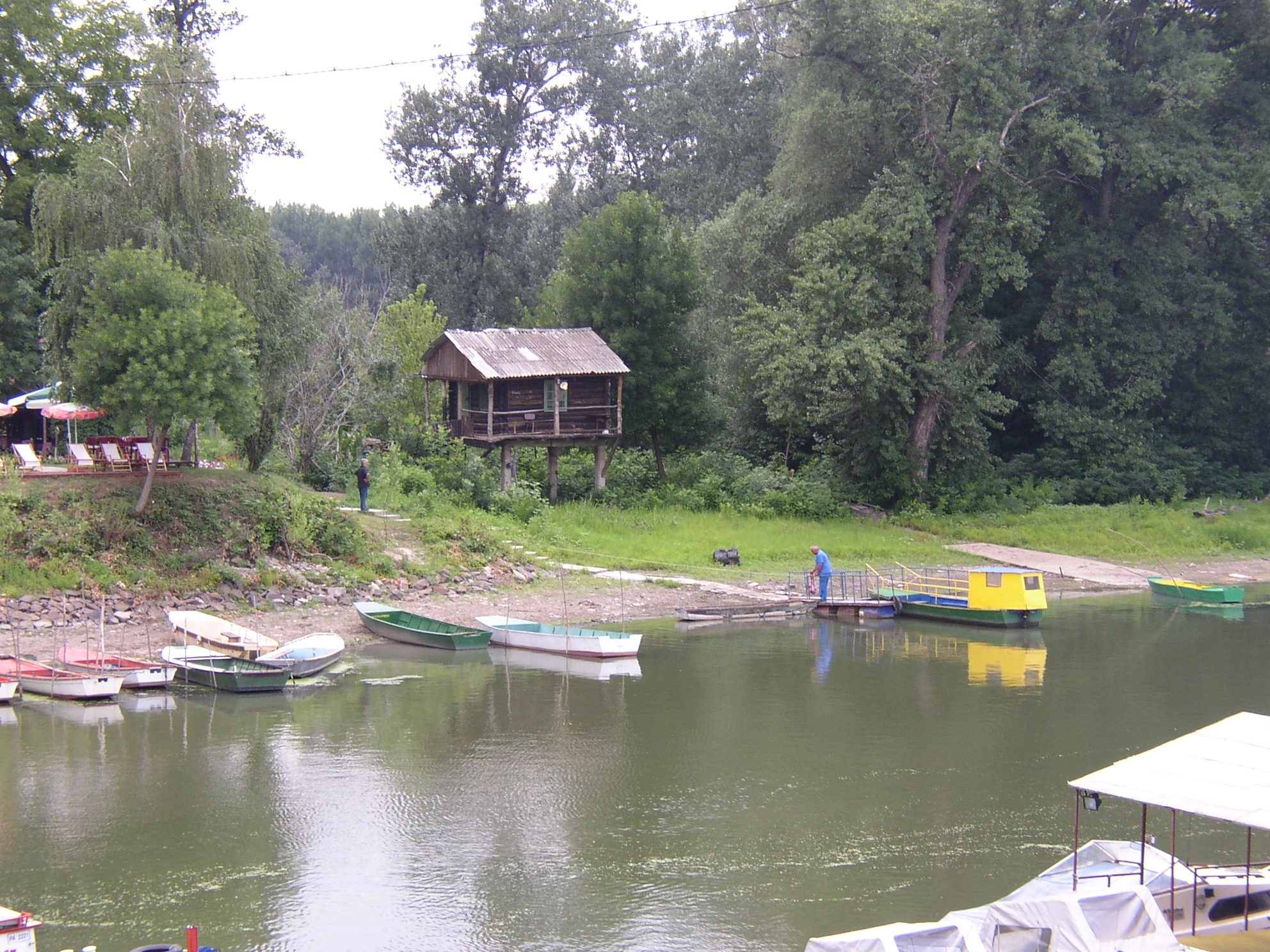
Рибацький будинок на Тіміші
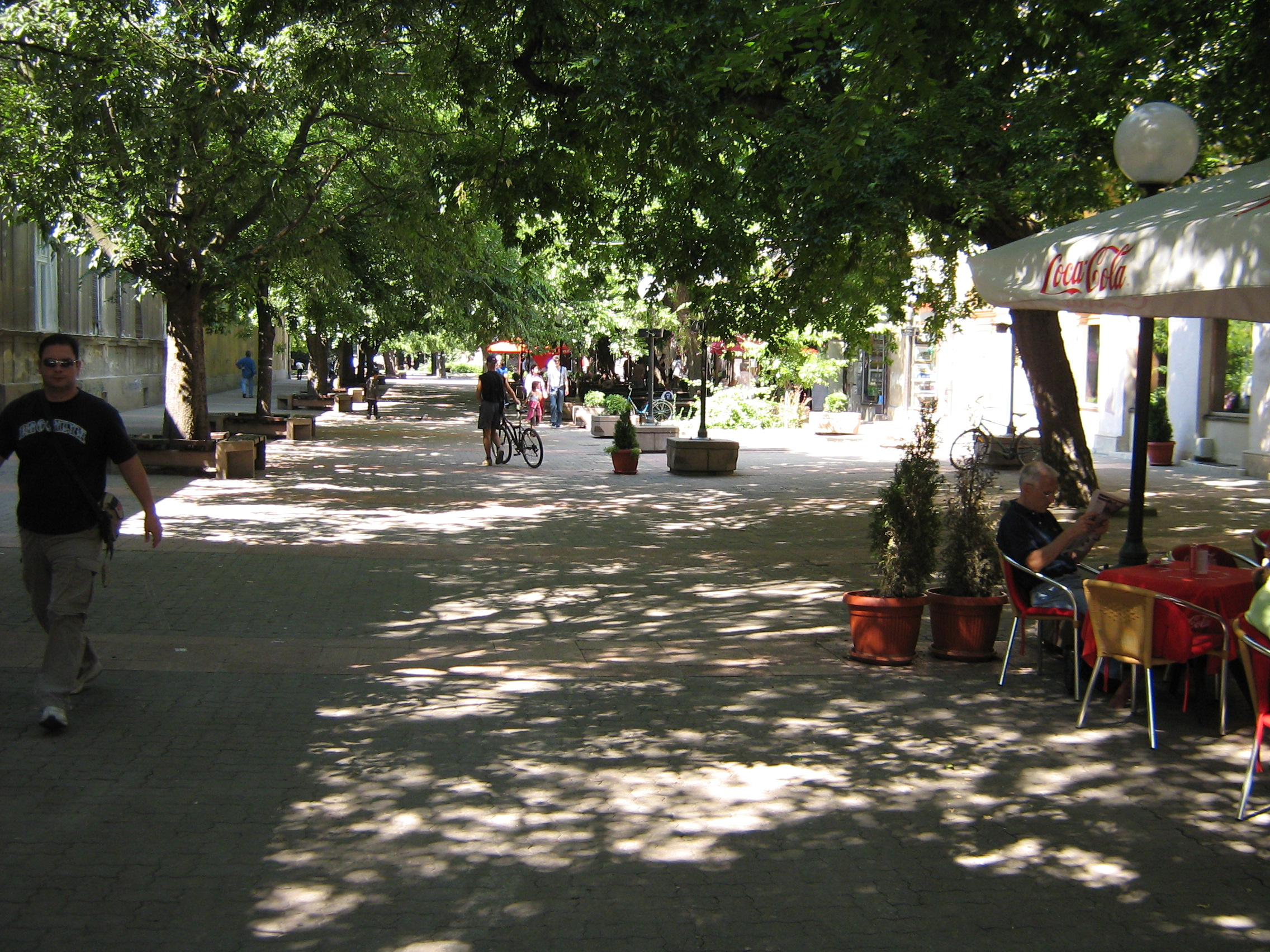
Вулиця Народного фронту
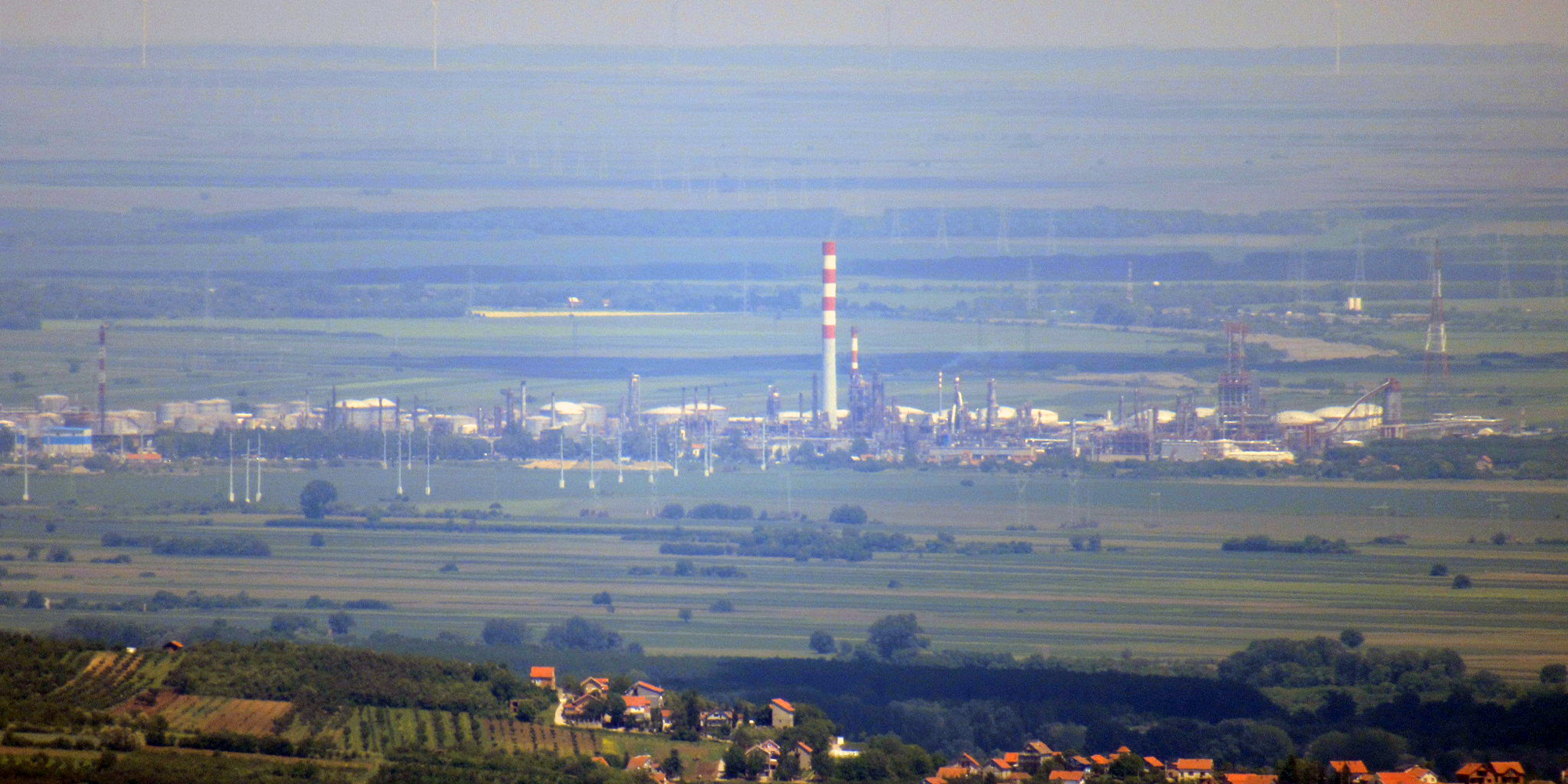
нафтохімічний і нафтопереробний заводи